# Buffalo buffalo Buffalo buffalo buffalo buffalo Buffalo buffalo
"Buffalo buffalo Buffalo buffalo buffalo buffalo Buffalo buffalo" er en engelsk grammatisk korrekt sætning, som er et eksempel på, hvordan homonymer og homofoner kan sammensættes for tilsammen at give en meningsfyldt sætning.
Ordet "buffalo" har i dette tilfælde tre betydninger:
- den amerikanske by Buffalo, New York s
- dyret bøffel d
- et verbum med betydningen at skræmme eller at mobbe v

Med en markering af homonymernes forskellige betydninger bliver meningen: 
Buffalos buffalod Buffalos buffalod buffalov buffalov Buffalos buffalod.
Eller direkte oversat:
Buffalo-bøfler, [som] Buffalo-bøfler kanøfler, kanøfler Buffalo-bøfler.